# TramGavarres
El TramGavarres o Tren de la Costa Brava és un projecte de línia de tren tramvia  que rodejaria les Gavarres. Va ser proposat el 2006 per l'Associació per a la Promoció del Transport Públic (PTP), i la Diputació de Girona va començar a estudiar-lo el 2008. Es tractaria d'una anella ferroviària entre Girona i la Costa Brava al voltant del massís de les Gavarres, que aprofitaria la xarxa existent entre Flaçà i Riudellots.
El sistema de tren tramvia permetria que el mitjà de transport circulés en dues modalitats: com a tramvia a la zona costanera i al nucli urbà de Palafrugell, a 50 quilòmetres per hora, i com a tren lleuger, sense superar els 120 km/h a les zones interurbanes. El traçat del projecte és circular i ressegueix els principals municipis de les Gavarres, des de Girona fins a poblacions com la Bisbal, Palafrugell, Palamós, Platja d'Aro, Sant Feliu de Guíxols, Santa Cristina d'Aro, Llagostera o Cassà de la Selva, entre d'altres.
Un estudi fixa una demanda estimada de 54.500 passatgers diaris (16,3 milions d'anuals) el 2026 als trams de l'àrea urbana de Girona. La demanda de l'anella de les Gavarres completa pujaria fins als 35 milions de passatgers l'any. Allargant la línia fins a Banyoles, s'arribaria als 38 milions com a màxim. Els alcaldes dels municipis per on passaria el tramvia valoraven positivament la proposta, malgrat que la Generalitat afirmava el 2009 que no seria viable.
L'Associació per a la Promoció del Transport Públic tornà a insistir en el projecte el 2021 i n'estimà el cost entre els 600 i els 700 milions d'euros. El pressupost de la Generalitat per al 2022 preveia una partida de 500.000 euros per a la redacció de l'avantprojecte del tren.